# Johanniter International
Johanniter International (JOIN) iwerd opgericht in 2000 als een partnerschap tussen de vier protestantse Johanniter Orders en hun nationale werkmaatschappijen. De aangesloten organisaties, gevestigd in Europa en het Midden-Oosten, werken nauw samen en worden ondersteund door meer dan 100.000 vrijwilligers. Ze zetten zich in voor de medemens met medische diensten, EHBO, sociale zorg, jeugdwerk, internationale humanitaire hulp en noodhulp. De diensten van de JOIN-leden staan open voor iedereen.
Het hoofdkantoor van JOIN is gevestigd in Brussel, België. Het belangrijkste doel van JOIN is het behartigen van de belangen van de Johanniter organisaties bij Europese en internationale organisaties en het faciliteren van internationale projecten en werkgroepen.
Sinds 2006 is JOIN geregistreerd als een vereniging zonder winstoogmerk naar Belgisch recht. Momenteel zijn er 20 organisaties aangesloten bij JOIN, waarvan 16 nationale goede doelen-organisaties uit Cyprus, Denemarken, Duitsland, Engeland, Estland, Finland, Frankrijk, Hongarije, Italië, Letland, Nederland, Oostenrijk, Polen, Zweden en Zwitserland en het St John Eye Hospital in Jeruzalem. De vier protestantse Johanniter Orden (Der Johanniterorden, The Most Venerable Order of St John, de Johanniterorde in Nederland en Johanniterorden i Sverige) die samenwerken binnen de Alliance of the Ordens of  St John of Jerusalem, zijn ook lid van JOIN.

## Ledenorganisaties
| Land                | Naam                                                             | Website |
| ------------------- | ---------------------------------------------------------------- | --- |
| Oostenrijk          | Johanniter-Unfall-Hilfe                                          | Johanniter-Unfall-Hilfe                                                                                                 |
| Cyprus              | St John Association and Brigade                                  | St John Association and Brigade                                                                                         |
| Denemarken          | Johanniterhjælpen                                                | http://johanniter.dk/                                                                                                   |
| Duitsland           | Johanniter-Unfall-Hilfe                                          | Johanniter-Unfall-Hilfe                                                                                                 |
| Engeland            | St John Ambulance in England                                     | St John Ambulance in England                                                                                            |
| Estland             | Sihtasutus Johanniitide Abi Eestis                               | Sihtasutus Johanniitide Abi Eestis                                                                                      |
| Finland             | Johanniterhjälpen i Finland                                      | Johanniterhjälpen i Finland                                                                                             |
| Frankrijk           | Association des oeuvres de Saint-Jean                            | Association des oeuvres de Saint-Jean                                                                                   |
| Hongarije           | Johannita Segitö Szolgála                                        | Johannita Segitö Szolgála                                                                                               |
| Italië              | Soccorso dell'Ordine di San Giovanni Italia                      | Soccorso dell'Ordine di San Giovanni Italia                                                                             |
| Israël              | St John Eye Hospital Group                                       | St John Eye Hospital Group                                                                                              |
| Letland             | Sveta Jana Palidziba                                             | Sveta Jana Palidziba |
| Nederland           | Johanniter Hulpverlening                                         | Johanniter Hulpverlening                                                                                                |
| Polen               | Joannici Dzieło Pomocy                                           | Joannici Dzieło Pomocy                                                                                                  |
| Zweden              | Johanniterhjälpen                                                | Johanniterhjälpen |
| Zwitserland         | Oeuvre d’Entraide de la Commanderie Suisse de l’Ordre de St Jean | Johanniter-Hilfsgemeinschaft Schweiz / Le Service d'Entraide de l'Ordre de Saint-Jean en Suisse / St John’s aid society |
| Duitsland           | Johanniterorden (Bailiwick of Brandenburg)                       | https://www.johanniter.de/die-johanniter/johanniterorden                                                                |
| Nederland           | Johanniter Orde in Nederland                                     | https://web.archive.org/web/20010227051554/http://www.johanniterorde.nl/                                                |
| Verenigd Koninkrijk | Venerable Order of St John                                       | http://www.stjohninternational.org                                                                                      |
| Zweden              | Johanniterorden i Sverige                                        | http://www.johanniterorden.se                                                                                           |

## Activiteiten
Hoewel er een grote variatie is in de activiteiten van de 20 aangesloten organisaties van JOIN, zijn ze er allemaal op gericht een bijdrage te leveren aan menselijk en maatschappelijk welzijn. De kernwaarden van het werk komen voort uit een christelijke traditie. De organisaties zetten zich met vrijwilligers en professionals in voor mensen die hulp nodig hebben in het dagelijks leven en in tijden van crisis. De diensten staan open voor iedereen.

## Johanniter International in Brussel
Het JOIN-kantoor is gevestigd in Brussel, in het hart van de besluitvorming in de Europese Unie. Hierdoor kunnen relevante Europese beleidsontwikkelingen goed gevolgd worden en gerapporteerd aan de lid-organisaties. Daarnaast kunnen de belangen van JOIN en haar leden rechtstreeks bepleit worden bij besluitvormers. Op verzoek van en namens JOIN-leden neemt het kantoor regelmatig deel aan verschillende bijeenkomsten op Europees niveau. Dit gaat bijvoorbeeld over  humanitaire hulp, ontwikkelingssamenwerking, zorg, onderzoek en innovatie.
Het kantoor fungeert ook als een communicatie- en informatiecentrum voor de JOIN-leden, b.v. middels de maandelijkse nieuwsbrief (JOINews), een informatieve website en social media-kanalen en door te antwoorden op vragen van JOIN-leden. Bovendien zoekt het JOIN-bureau voor haar leden naar relevante subsidie- en financieringsmogelijkheden vanuit de EU.

## Werkgroepen
JOIN kent verschillende werkgroepen. Hier wordt kennis, ervaring en informatie uitgewisseld. Ook bieden ze een basis voor samenwerking rond een thema en voor het opzetten van gezamenlijke projecten. Door krachten binnen het JOIN-netwerk te bundelen kunnen projecten gerealiseerd worden waarvoor het de individuele leden aan capaciteit ontbreekt. Alle leden kunnen deelnemen aan de werkgroepen en dit wordt ook sterk aangemoedigd. De werkgroepen komen ten minste eenmaal per jaar in face-to-face vergaderingen bijeen en plannen daarnaast regelmatig online en telefonische conferenties. Momenteel heeft JOIN vier permanente werkgroepen.
Vrijwilligerswerk en jeugd
Deze werkgroep richt zich op alle kwesties met betrekking tot vrijwilligerswerk en jeugdwerk, inclusief de uitwisseling van vrijwilligers en jongeren tussen JOIN-leden. Aan bod komen bijvoorbeeld wet- en regelgeving, werving van vrijwilligers, gemeenschappelijke belangen bij jeugdactiviteiten en EHBO-opleidingen. In 2011 organiseerde de werkgroep een vrijwilligersuitwisseling tussen alle JOIN-leden in het kader van het Europees Jaar van het vrijwilligerswerk. Sindsdien is er een permanent uitwisselingsprogramma waarvoor elk jaar nieuwe projecten worden ingediend.
PR, marketing en communicatie
Deze werkgroep behandelt kwesties als woordvoering, media-kanalen, publicaties en huisstijl, zowel voor de deelnemende leden als voor JOIN als geheel. Zo ontwikkelde deze werkgroep het JOIN-logo en helpt bij het ontwikkelen van brochures over JOIN-activiteiten. Het belangrijkste doel is het delen van kennis en ervaring.
Medisch
Zoals de naam al doet vermoeden, richt deze werkgroep zich op samenwerking en het uitwisselen van informatie op medisch gebied. De deelnemers zijn artsen van verschillende Johanniter-organisaties. In 2019 publiceerde de medische werkgroep de allereerste Europese EHBO gids, die in vijftien talen gratis beschikbaar is voor het publiek.
Fondsenwerving
Deze werkgroep richt zich op het uitwisselen van kennis en ervaring op het gebied van fondsenwerving, subsidiebeheer en gerelateerde onderwerpen. Het doel is de fondsenwerving van individuele leden te versterken en mogelijkheden te creëren voor samenwerking op dit vlak. Het team bestaat uit senior medewerkers van fondsenwervende afdelingen van JOIN-leden.